# Marokkanischer Wall

Der befestigte Sandwall (gepunktete Linie) verläuft quer durch die Westsahara

Allein die sandfarbene, außerhalb des „Marokkanischen Walls“ liegende „Freie Zone“ befindet sich nicht unter marokkanischer Kontrolle

Berm ist der aus dem Arabischen stammende Eigenname für den marokkanischen Sandwall in der Westsahara, der den von Marokko verwalteten und kontrollierten Teil des Gebietes von der sogenannten Freien Zone trennt, die weitgehend von den Polisario-Rebellen bzw. der Regierung der international nur teilweise anerkannten Demokratischen Arabischen Republik Sahara (DARS) kontrolliert wird.

## Funktion
„Mit einem weithin minenverseuchten Wall“ soll das Einsickern von Rebellen in die seit 1975 besetzten Gebiete verhindert werden, wodurch die Befestigung der militärisch-politischen Funktion der Morice-Linie (Ligne Morice) des französischen Algerienkrieges gleichkommt. Von der Frente Polisario wird der das Land teilende Wall auch als „Mauer der Schande“, in Marokko umgangssprachlich „Hassans Wall“ (nach dem früheren König Hassan II.) genannt.

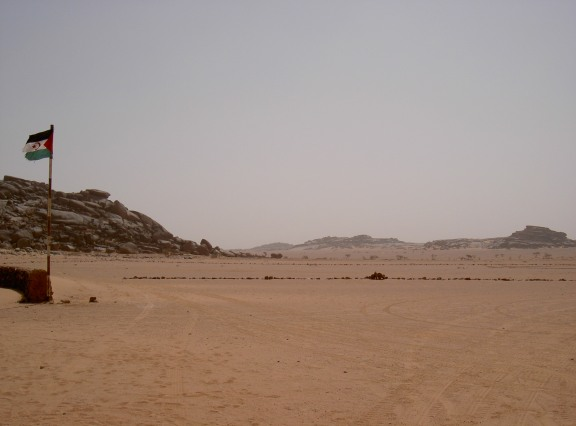
Blick von der „Freien Zone“ auf den Wall nördlich von Tifariti
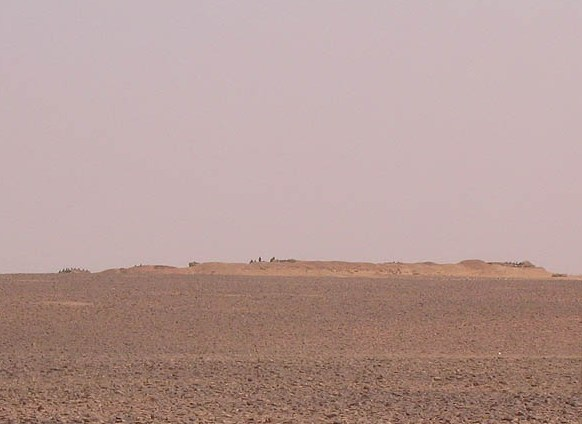
Wall südlich von Mahbes

Der 2500 bis 2700 Kilometer lange Wall reicht von der marokkanisch-mauretanischen Küstengrenze im Südwesten bis zum marokkanisch-(saharisch)-algerisch-mauretanischen Dreiländereck im Nordosten des umstrittenen Gebietes. Nördlich anschließend setzt sich der Wall noch einige Hundert Kilometer entlang der marokkanisch-algerischen Grenze fort. Er schließt rund 80 % des Territoriums der Westsahara ein. In den übrigen, als nutzlos betrachteten 20 % ist die marokkanische Armee in der Regel nicht aktiv. El Aaiún und die meisten Städte bzw. Ortschaften liegen in der marokkanischen Zone, wo über 90 % der etwa 597.000 Einwohner (Schätzung 2019) der Westsahara leben. Dennoch betrachtet Marokko auch die außerhalb des Walls liegenden und kaum besiedelten Wüstengebiete der „Freien Zone“ (30.000 Einwohner) als sein Territorium und den Wall somit als innermarokkanische Sicherheitslinie, also als eine Demarkationslinie. Die DARS beansprucht ebenfalls das gesamte Gebiet der Westsahara, die Zukunft des durch den Wall geteilten Gebietes hängt weiterhin von einer Einigung der Konfliktparteien unter UNO-Vermittlung ab.
Der Wall ist ein etwa drei Meter hoher, zumeist durch Landminen und Stacheldraht gesicherter Sandwall, nur stellenweise besteht er aus einer Mauer oder Geröll. Teilweise dient Bergland als natürliches Hindernis, stellenweise (besonders in den südlichen Gebieten) wird der Wall aber auch von großen, deutlich höheren Wanderdünen überlagert und erodiert. Im Abstand einiger Kilometer (meist 1–3 km) sind jeweils kleine Gruppen von marokkanischen Wachsoldaten in ovalen bis willkürlich gestalteten Lagern stationiert. Etwa alle 10 bis 15 km befinden sich größere Hauptlager. Insgesamt sind rund 300 befestigte Stützpunkte sowie zahlreiche Beobachtungspunkte Bestandteil des Systems. Bis zu 170.000 Soldaten tun Dienst in und an der Befestigungsanlage. Die Minenfelder erstrecken sich bis zu fünf Kilometer vor dem Wall. Es handelt sich um die größte aktiv verminte Zone der Welt. Im Hinterland sind hochmobile marokkanische Einheiten stationiert, die bei Durchbrüchen der Polisario sofort deren Einheiten angreifen können.

## Geschichte
Nachdem es Marokko von 1975 bis 1980 nicht gelungen war, die Polisario zu zerschlagen, gestaltete General Ahmed Dlimi als neu ernannter Oberbefehlshaber der marokkanischen Truppen in der Westsahara die Strategie grundlegend um. Neben mobileren eigenen Einheiten und der Preisgabe ökonomisch uninteressanter Wüstenregionen war der Berm das wichtigste Element dabei. Der Wall wurde in den Jahren von 1980 bis 1987 angelegt. Der erste Abschnitt wurde 1982 zwischen Smara und der Atlantikküste fertig. In mehreren Bauphasen und militärisch-politischen Entscheidungsstufen wurden seit 1982 immer weitere Gebiete durch den Wall eingeschlossen, bei al-Hawza (Provinz Es Semara) gab es zwischenzeitlich eine kleine Lücke.